# Panzermuseum East
Panzermuseum East er et dansk militærmuseum omkring 13 km syd for Slagelse. Museet har en række militære køretøjer. Museets fokus er at vise Warszawapagtlandenes militære maskineri, som kunne have været indsat i bl.a. Danmark, hvis den kolde krig var blevet "varm". Panzermuseum East åbnede 3. maj 2014 i en bygning på 4500 m2.
Museets samling blev startet omkring 1996, hvor grundlæggeren Allan Pedersen købte sit første militære køretøj. Siden er samlingen vokset og den omfatter i dag omkring 60 bæltekøretøjer, kampvogne, lastbiler, motorcykler og et Bac 1-11-fly. Dette er nu omdannet til biograf, Udstillingen rummer de to sovjetiske kampvogne T72 og T-55 samt tungt selvkørende artilleri af typerne VZOR77 og 2S1 Gvorzdika. Russiske pansrede køretøjer af modellerne BMP, MTLP, BTR , BRDM samt en britisk pansret mandskabsvogn af typen FV432 MK2 fremvises. Derudover findes der meget andet krigsmateriel, som missilsystemet KRUG med radaren P-40 "Longtrack".
Det første bæltekøretøj blev indkøbt i 2006. Det er Danmarks største private samling af militære køretøjer.
En særskilt udstilling viser et udvalg af uniformer, medaljer og ordner fra tidligere Warszawapagtlande som Tjekkoslovakiet, Polen og DDR. Hovedvægten er lagt på Der Nationale Volksarmee fra DDR.
Museets område dækker et 17 Ha rekreativt område med skov, søer og picnicområde. På området er desuden opført en militær forhindrings- og handlebane samt et aktivt panserspor.